# Littérature rabbinique
 (novembre 2023).
La littérature rabbinique comprend tout ce qui fut écrit par les rabbins du Moyen Âge à nos jours. Les Juifs distinguent traditionnellement la Sifrout 'Hazal (« littérature de nos Sages, de mémoire bénie »), couvrant la période d'élaboration de la Mishna à la clôture du Talmud, des écrits rabbiniques ultérieurs, la littérature rabbinique proprement dite. La définition académique du terme n'inclut à l'inverse que le Talmud, le Midrash et œuvres satellites, et exclut les œuvres de composition plus tardive.

## Compilations de la Loi orale
La Mishna et la Tosefta, deux textes compilés à partir de sources antérieures au IIe siècle, sont les plus anciens ouvrages connus de la littérature rabbinique. Ils traitent de la loi orale du judaïsme.
À partir d'eux sont élaborés les deux Talmuds, le Talmud de Jérusalem, vers 450 EC et le Talmud de Babylone, vers 600 EC, ainsi que les traités "mineurs" attenants au Talmud babylonien

### Le Midrash
Midrash signifie en hébreu explorer un texte (biblique), le solliciter, afin, le plus souvent d'établir à partir de quel texte telle loi a été déduite.
Les ouvrages attenant à ce qu'on appelle la littérature midrashique ne regroupent toutefois pas toutes les interprétations de la Bible, mais seulement celles dont le but n'est pas normatif, les aggadot, la plupart n'ayant pas été intégrées dans le Talmud.
Diverses compilations de midrashim sont également appelées Midrash (Midrash Rabba, Midrash Tanhouma, etc.), et prennent l'aspect de dissertations homilétiques, allégoriques ou légales de la Bible.

## Œuvres ultérieures

### Période des Gueonim
Les Gueonim sont les directeurs des académies talmudiques de Sura et Pumbedita, à Babylone (650 - 1250). Leur grande autorité leur permet d'éditer des taqanot, amendements à la halakha telle qu'elle ressort du Talmud. 
Le gros de leur activité consiste à commenter le Talmud et à discuter de Halakha. On leur doit beaucoup de responsa, mais aussi des ouvrages organisant le rituel (Siddour, de lèssadèr, organiser), notamment celui d'Amram Gaon
Saadia Gaon, sans doute le plus grand des Gueonim, influencé par les théologiens du Kalam, particulièrement les Mutazilites, ne dédaigne pas l'étude de la philosophie, ni de la mystique juive.
Cependant, son accomplissement le plus important est sans conteste son commentaire de la Torah. Écrit dans un but polémique, dans le contexte d'une lutte serrée avec les Karaïtes, hétérodoxes du judaïsme préconisant l'exégèse libre du Texte (Miqra) et rejetant l'autorité du Talmud, qui récoltaient, avant son intervention, un succès incontestable dans toutes les communautés juives. 

Le Commentaire sur le Torah de Saadia Gaon influence toutes les générations ultérieures.
- She'iltoth d'Ahaï Gaon
- Halakhoth Gdoloth
- Emunoth ve-Deoth de Saadia Gaon
- Le Siddour d'Amram Gaon
- Responsa

### Période desRishonim
Les Rishonim sont des sages médiévaux (1250 - 1550), pour la plupart des rabbins. Vivant en terre d'exil, alors que le centre babylonien décline, il leur incombe de maintenir le judaïsme vivace. 
Le judaïsme s'articulant autour du Talmud, leur tâche sera d'en faire ressortir les règles de tous les récits extranormatifs qui y figurent. Il s'ensuivra deux voies divergentes qui modèleront les rites de ce qui deviendra le judaïsme sépharade et le judaïsme ashkénaze.
Du côté sépharade, il n'existe pas vraiment de solution de continuité entre la période des Gueonim et celle des Rishonim : Isaac Alfasi est considéré comme effectuant la transition entre les deux ères. Son œuvre majeure, Hilkhot HaRif traduit sa vision de la chose : il extrait, au sens propre, les règles du Talmud pour en faire un code. C'est cette voie que suivront Maïmonide (Yad Hahazaka), Yaakov ben Asher (Arbaa Tourim), et Yossef Karo, dont le magistral Choulhan Aroukh fixera le terme de la période des Rishonim.
Parallèlement, des intenses études philologiques et grammaticales se font jour à la suite de Dounash ibn Labrat, élève de Saadia Gaon, sous l'influence de l'environnement musulman. Sous cette même influence fleuriront la poésie et la philosophie, avec Moïse ibn Ezra, Juda Halevi, ... En Provence, Moshe haDarshan compose son Yessod, compilation de midrashim sur la Torah.
Bien souvent, maîtrise de la tradition juive, de ses lois, poésie, philosophie se retrouveront en une même personne : c'est l'époque de Salomon ibn Gabirol, de Juda ibn Hayyuj, et de ces grandes figures du judaïsme que furent Maïmonide, Nahmanide, Gersonide, Abravanel, ...
L’étude de la Kabbale, mystique juive propagée semble-t-il depuis les communautés provencales, connait un regain manifeste après l'expulsion des Juifs de la terre d'Espagne en 1492, sur laquelle certains étaient établis depuis la destruction du second Temple.
Du côté ashkénaze, sous l'impulsion d'érudits italiens, on assiste à une reviviscence du judaïsme. L'optique est différente : dans un souci d’en établir un texte correct (souci partagé avec les savants chrétiens du haut Moyen Âge qui voulaient établir un texte indiscutable de la Vulgate), on souhaite pouvoir l'expliquer de façon cohérente, tant dans la structure que dans la place qu'il prend dans l'ensemble. C'est ainsi que naissent les premiers commentaires du Talmud, sous l'impulsion de Rabbenou Guershom suivi de Rachi, et ses disciples les tossafistes. Rachi, probablement le plus grand savant de l'ère post-talmudique, et le plus connu, entreprend la tâche encyclopédique de commenter non seulement la quasi-totalité du Talmud (certaines des sections lui étant attribuées sont le fait de ses disciples, sous sa probable supervision), mais aussi le Tanakh en privilégiant le sens simple des versets, s'adressant au débutant comme à l'érudit. Son retentissement sur le judaïsme est énorme : tout commentaire sur la Torah ou le Talmud postérieur au sien en est un super-commentaire à un degré ou l'autre. Il fixera bien des lois, dont la plus connue concerne la controverse sur l'agencement des textes dans les téfiline.
C'est également dans le monde ashkénaze en France que naît la littérature des Nizza'hon, arguments à utiliser lors d'une disputation à la suite de la dispute de Paris remportée par Rabbenou Yehiel, qui s'acheva tout de même par la crémation des Talmud en 1242. Cet évènement fut la cause d'un intéressant codex rédigé par Moïse de Coucy, le Sefer Mitsvot haGadol, ou SMAG en vue de sauvegarder l'enseignement halakhique du Talmud. Ce codex connut un grand succès dans le monde Juif, avant d'être éclipsé par le Mishné Torah de Maïmonide
Les œuvres de cette période couvrent pratiquement tous les domaines du judaïsme :
- commentaires bibliques de Rachi, Ibn Ezra, Nahmanide, Isaac Abravanel, et bien d'autres.
- Commentaires sur le Talmud, principalement celui de Rachi, de ses disciples, les Tossafistes (principalement Samuel ben Meïr, le Rashbam) et de Nissim Gerondi, ainsi que les "renouvellements" talmudiques (hiddoushim), qui tentent d'en réactualiser le message tout en le maintenant dans les lignées de la tradition. Les hiddoushim les plus prisés sont ceux des Tossafistes, de Nahmanide, Nissim Gerondi, Salomon ben Adret (le Rashba), et Yom Tov Asevilli (le Ritva)
- Ouvrages de halakha, dont les monographies de Nahmanide, Asher ben Yehiel (le Rosh), Mordekhaï ben Hillel et les codex de Moïse de Coucy, Maïmonide, Yaakov ben Asher, et Yossef Karo
- Responsa, dont ceux de Salomon ben Adret, interdisant l'étude de la philosophie avant l'âge de 30 ans, sous peine d'anathème.
- Ouvrages Kabbalistiques
- Œuvres philosophiques, paysage dominé par Maïmonide, par rapport auquel se définit toute œuvre philosophique ultérieure, à savoir partisane ou opposée à ses idées. D'autres figures majeures furent Nahmanide, Gersonide, Moïse Narboni, Hasdaï Crescas, Abravanel
- Œuvres d'éthique de Bahya ibn Paquda (Les Devoirs du Cœur), de Rabbenou Yona
- Œuvres polémiques, notamment la Disputation de Barcelone de Nahmanide et "Ne sois pas comme tes pères" de Profiat Duran

### Période desAharonim
Les Aharonim sont les rabbins de 1550 jusqu'à nos jours. Le grand travail de traduire le Talmud en termes légaux ayant été réalisé, il ne leur restait rien à faire, pourrait-on penser, à tort.
En Europe, cette période vit les plus importants bouleversements qu'avait connus le judaïsme : 
- la Haskala, qui accompagne la révolution scientifique, où, pour la première fois, les Juifs se démarquent ouvertement de leur religion et leurs pratiques ;
- les ghettos et les pogroms ;
- l'éclosion des idéologies socialistes, sionistes,
- divers grands mouvements religieux, comme le Hassidisme et le Moussar.

L'Orient ne fut pas en reste : cette époque fut, plus que toute autre, celle des études kabbalistiques (dont le hassidisme est simplement un prolongement), des espérances messianiques, mais aussi des Faux Messies, dont le plus célèbre est Sabbataï Tsevi
Les domaines d'activité demeurèrent pour la plupart inchangés. Ainsi, on trouve : 
- d'importants commentaires de la Torah, dont le Keli Yakar de Salomon Ephraïm de Luntchitz (1550-1619), le Or haHayim de Hayim ben-Attar (en) (1696-1743), le commentaire de Samson Raphael Hirsch, celui de Naftali Zvi Yehuda Berlin, ainsi que plus récemment de divers organismes (chantiers du Rabbinat de France, ...),
- des hidoushim : Pnei Yehoshua, Hafla'ah, Sha'agath Arye,
- des Responsa, dont ceux de Moïse Sofer et Moshe Feinstein,
- des commentaires sur le Choulhan Aroukh, dont Michna Beroura d'Israël Meir Kagan et l’Aroukh haChoulhan (en) de Yehiel Mihel Epstein (1829-1908),
- des œuvres de philosophie touchant tant à l'éthique (Hofetz Haïm d'Israël Meir Kagan, ceux d'Israël de Salant, à l'origine du Moussar, le Messilat Yecharim du Ramhal...) qu'à la métaphysique (les écrits de Moché Haïm Luzzatto dont le Derekh Hachem, du Maharal de Prague, et le Nefesh haHayim du Rav Haim de Volozhin),
- des œuvres mystiques, dont celles de Moïse Cordovero, les enseignements d'Isaac Louria propagés par Haïm Vital, etc.

Afin de perpétuer le souvenir, le champ de l'historiographie juive se développe. On distingue parmi ceux-ci le controversé Azaria di Rossi, Abraham Zaccuto, David Ganz (disciple du Maharal et assistant de Tycho Brahe) et le Hid"a (important rabbin sépharade) Haïm Joseph David Azoulay.

## Loi juive
La Halakha (littéralement, façon d'aller) règle tous les degrés d'existence du Juif (pratiquant) 
Les principaux ouvrages consistent en 
- monographies
- codes halakhiques (Halakha)
  - Le Mishné Torah et ses commentaires.
  - L'Arbaa Tourim et ses commentaires.
  - Le Choulhan Aroukh et ses commentaires.
- Les Responsa des autorités rabbiniques au fil des âges. Certaines ont tellement marqué leur époque qu'elles ont pris la forme d'épîtres.

### Pensée juive
On pourrait dire, de façon un peu réductrice, que toute la tradition juive fut une longue pensée depuis que les Juifs ont reçu la Torah de Moïse sur le Sinaï. Les ouvrages de pensée juive sont en quelque sorte ceux dont le but n'est pas de fixer ou comprendre la halakha, mais le monde en général ou les rapports à autrui.
- La philosophie juive
- La Kabbale
- La Aggada
- Les écrits hassidiques
- Le Moussar, l'éthique juive

### Liturgie
- Voir le Siddour et la liturgie juive
- Les Piyyutim, poésie juive religieuse intégrée au rituel, par exemple le Keter Malkhout de Salomon ibn Gabirol, les Sionides de Juda Halevi, le Tora Temima de Rachi

## Mefarshim
Le terme mefarshim signifie en hébreu « commentateurs » ou « exégètes », étant entendu que ce mot ne désigne que les commentateurs rabbiniques, et est employé de façon interchangeable avec peroushim, « commentaires ». Sont appelés mefarshim tous les commentateurs, qu'ils commentent la Torah, le Tanakh, la Mishna, le Talmud, les  responsa, le siddour, etc.
Grands commentateurs de la Torah et/ou du Talmud :
- Gueonim
  - Saadia Gaon, Xe siècle, Babylone
- Rishonim
  - Rachi, XIIe siècle, France
  - Abraham ibn Ezra
  - Moshe ben Nahman
  - Samuel ben Meïr, le Rashbam, XIIe siècle, France
  - Levi ben Gershom (Gersonide)
  - David ben Joseph Kimhi, le Radak, XIIIe siècle, France
  - Joseph ben Isaac, le Bekhor Shor, XIIe siècle, France
  - Nissim Gerondi, le RaN, XIVe siècle, Espagne
  - Isaac Abravanel (1437-1508)
  - Ovadia ben Jacob Sforno, XVIe siècle, Italie
- Aharonim
  - Eliyahou Kramer, Le Gaon de Vilna, Lituanie, XVIIIe siècle
  - Le Malbim, Meïr Loeb ben Yehiel Michaël

Les commentaires classiques sur le Talmud furent écrits par Rachi, sur le modèle de Rabbenou Hananel et Rabbenou Guershom. Après lui vinrent les Tosafot (ne pas confondre avec Tosefta), commentaire sur le Talmud rédigé collectivement par les élèves de Rachi et ses descendants au cours des trois siècles qui le suivirent. Ces commentaires, dont les éditions classiques du Talmud ne contiennent qu'une parcelle, étaient issus des discussions tenues dans les académies rabbiniques d'Allemagne et de France.
- Aharonim contemporains (orthodoxes):
  - Ha-Ktav vehaKabbalah du Rav Yaakov Zvi Meckelenburg
  - Haemek Davar du Rav Naftali Zvi Yehuda Berlin
  - Torah Temimah du Rav Baruch Epstein (en)
  - Commentaire du Rav Samson Raphael Hirsch
  - Sfas Emes (Lèvres de Vérité), par Yehouda Arye Leib, le Gerre Rebbe
  - L'édition Soncino sur la Bible
  - Nehama Leibowitz (Guilyonot)
  - Commentaire du Hofetz Haïm

- Commentaires par le Judaïsme Conservateur:
  - Commentaire sur la Torah de Nahum M. Sarna, Baruch A. Levine, Jacob Milgrom et Jeffrey H. Tigay
  - Etz Hayim, commentaire de David L. Lieber, Harold Kushner (en) et Haïm Potok

Commentaires modernes sur le Siddour:
- Siddour du Hofetz Haïm
- Siddour de Hirsch
- Olat Reyia du Rav Abraham Isaac Kook
- Le monde des prières d'Elie Munk; Traduit de Henri Schilli
- Nosson Scherman, Le Siddour ArtScroll, Édition Mesorah *Reuven Hammer, Or Hadash, (Siddour de la congrégation Massortite des États-Unis)

### Littérature juive religieuse
- Le Pentateuque sur Wikisource
- Tout le Tanakh (en Hébreu, vocalisé).
- Le Tanakh en Anglais version 1917 de la Jewish Publication Society.
- Le Tanakh complet + Rachi en Anglais, édition Judaïca Press
- Le Talmud online.  Cours sur le Talmud, en Anglais, en Yiddish, en Hébreu et en Français. Le point de vue développé est celui du judaïsme orthodoxe.